# 山内康裕
山内 康裕（やまうち やすひろ、1979年8月22日 - ）は、日本の起業家、プランナー。一般社団法人マンガナイト代表理事、レインボーバード合同会社代表社員。立川まんがぱーくコミュニケーションプランナー、これも学習マンガだ！事務局長、文化庁 メディア芸術 連携基盤等整備推進事業有識者タスクチーム員、アイマート実行委員会共同委員長。一般財団法人さいとう・たかを劇画文化財団代表理事、としまマンガランド実行委員長、東京工芸大学芸術学部非常勤講師、日本マンガ学会監事、一般社団法人国際文化都市整備機構FIACS監事も務める。元税理士。

## 来歴・人物
東京都生まれ。大学卒業後、ゲーム会社マーケティング部、会計コンサルティング会社を経て、法政大学イノベーションマネジメント研究科を修了（MBA in accounting）。
2009年、マンガを介したコミュニケーションを生み出すユニット「マンガナイト」を結成、代表を務める。2018年にマンガ専門の新刊ブックカフェ＆ギャラリー「マンガナイトBOOKS」を東京都にオープン、2020年には一般社団法人マンガナイトを設立し「これも学習マンガだ！」の主催を担う。
また、2010年、マンガ関連の企画会社「レインボーバード合同会社」を設立。マンガに関連した施設・展示・販促・商品等のコンテンツプロデュース・キュレーション・プランニング業務等を提供している。
主な実績は「立川まんがぱーく」、「東京ワンピースタワー」、「池袋シネマチ祭2014」「日本財団 これも学習マンガだ！」、「さいとう・たかを賞」、「東アジア文化都市2019豊島」、「MAGMA sessions」、「国際マンガ・アニメ祭ReiwaToshima」等。

## 連載
- 「おしごとはくぶつかん」(朝日新聞社)『おしごとBOOK』(2021年12月-)
- 「豊島の選択 とっぴぃ」(創発としま)『これも学習マンガだ！大人も学べる学習入門』(2020年4月-)
- 「d’s JOURNAL」(パーソルキャリア)『マンガから学ぶ組織活性・チーム論』(2020年1月-2021年12月）
- 「ONE PIECE magazine Vol.1〜3」(集英社)(2017年7月-9月)
- 「DOTPLACE」（ボイジャー）『マンガは拡張する』シリーズ（2013年10月-2015年8月）[2]
- 「PRESIDENT NEXT」（プレジデント社）『仕事に効く[ビタミン]マンガ』（2014年10月-2016年4月）[2]

## 共著
- 『コルクを抜く』(ボイジャー、2014年)　佐渡島庸平ほか共著[1]
- 『人生と勉強に効く 学べるマンガ100冊』(文藝春秋、2016年)　佐渡島庸平、里中満智子ほか共著[1]
- 『『ONE PIECE』に学ぶ最強ビジネスチームの作り方』（集英社、2017年）いわもとたかこ共著[1]